# Xylocampa interrupta
Xylocampa interrupta là một loài bướm đêm trong họ Noctuidae.